# 아데몰라 루크먼
아데몰라 루크먼 올라제이드 알레이드 에일롤라 루크먼 MON(영어: Ademola Lookman Olajade Alade Aylola Lookman MON, 1997년 10월 20일~)은 잉글랜드 출신 나이지리아의 축구 선수로, 포지션은 윙어이다. 현재 세리에 A의 아탈란타 BC와 나이지리아 국가대표팀에서 활동하고 있다.
2015년 성인 무대에 데뷔하여 챔피언십의 찰턴 애슬레틱에서 공격수로 뛰었고, 2017년 1월, 에버턴과 계약을 맺었는데 에버턴은 그를 주로 미드필더로 사용했다.
19세 이하부터 21세 이하까지 잉글랜드를 대표했고 2022년 국제 축구 연맹로부터 나이지리아를 대표할 수 있는 허가를 받아 나이지리아 국가대표팀에 데뷔했다.

## 어린 시절
루크먼은 런던 남서부 원즈워스에서 나이지리아인 부모 사이에서 태어났다. 그는 페컴에 있는 사도 세인트 토마스에 다녔으며, GCSE에서 3개의 A*와 5개의 A를 받았다.

## 구단 경력

### 찰턴 애슬레틱

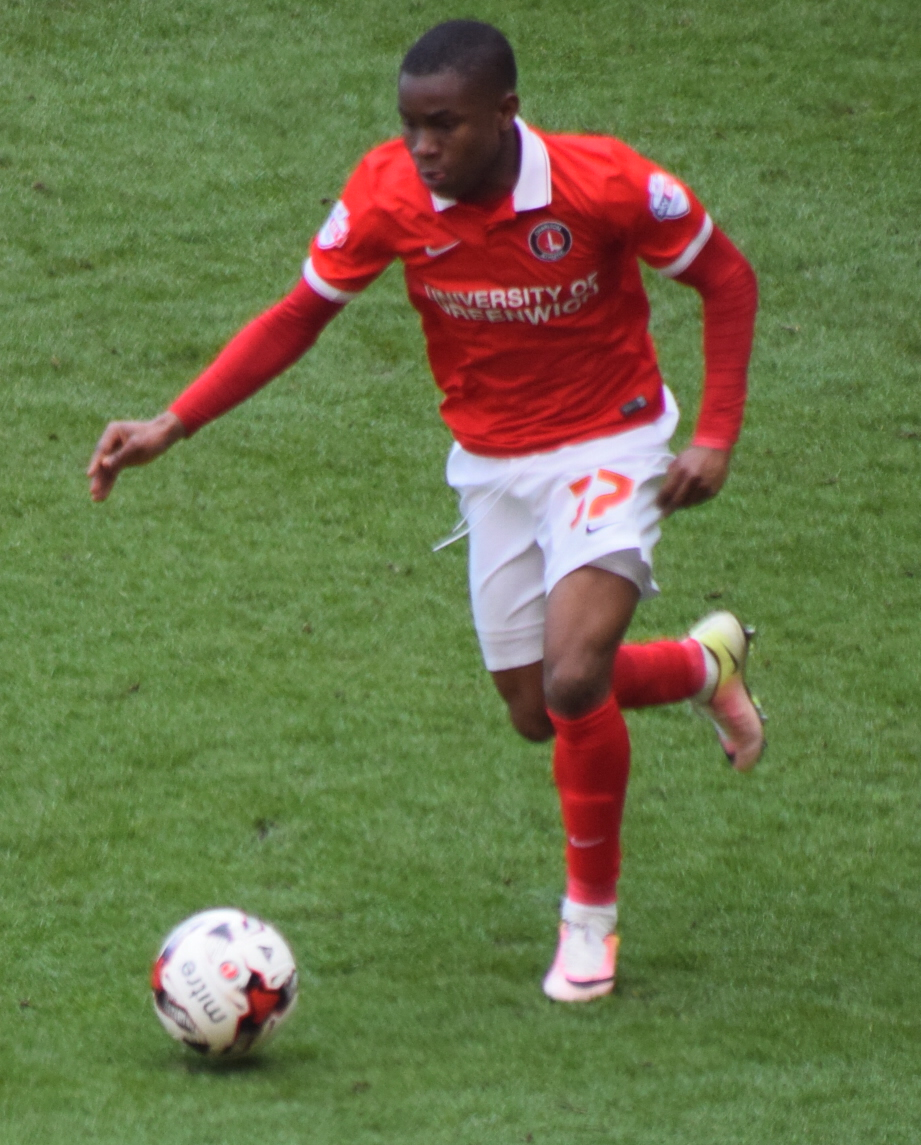
2016년 찰턴 애슬레틱에서 뛴 루크먼

루크먼은 2014년 런던 램버스구를 연고로 하는 유소년 축구 클럽인 워털루와 계약을 체결하고 찰턴 애슬레틱의 아카데미에 합류했다. 찰턴의 U-18, U-21 팀에서의 골 기록은 찰턴의 유소년 아카데미 순위를 빠르게 상승시키는 계기가 되었고, 2015년 11월 3일, 애딕스에서 1군 데뷔 전을 치렀다. 그는 2015년 12월 5일, 3-2로 패한 브라이턴 & 호브 앨비언과의 경기에서 클럽에서의 첫 골을 기록했고, 이후 10일 후, 2-2로 비긴 볼턴 원더러스와의 경기에서 찰턴의 두 골을 모두 득점했다.

### 에버턴
2017년 1월 5일, 루크먼은 에버턴과 비공개 이적료로 4년 6개월 계약을 체결했고, 초기 750만 파운드의 추가 비용으로 1,100만 파운드로 증가할 가능성이 있다고 보고되었다. 그는 맨체스터 시티와의 경기에서 데뷔 전을 치렀고, 90분에 로스 바클리와 교체되어 팀의 4번째 골을 넣었다. 루크먼은 1-0으로 이긴 MFK 루좀베로크와의 유로파리그 3차 예선 1차전에서 에버턴에서의 첫 유럽 경기를 치렀다.
샘 앨러다이스 감독은 루크먼이 2018년 1월, 이적 시장에서 임대를 떠나지 않을 것이라고 말했지만, 클럽은 챔피언십 클럽 더비 카운티로 임대를 결정했고, 그곳에서 그는 정규 1군 축구를 하기를 희망했다. 그러나, 그는 다른 이적을 고집했고, 대신 2017-18 시즌이 끝날 때까지 분데스리가 클럽 RB 라이프치히에 합류했다. 라이프치히에서의 첫 경기에서, 루크먼은 보루시아 묀헨글라트바흐의 원정 경기에서 후반 교체로 들어가 결승골을 넣었다.

### RB 라이프치히
2019년 7월 25일, RB 라이프치히로 5년 계약을 체결하고 복귀했다. 2020년 9월 30일, 루크먼은 프리미어리그의 풀럼에 한 시즌 임대로 합류하였고, 10월 18일 셰필드 유나이티드와의 경기에서 풀럼 소속으로 첫 리그 골을 기록하였다.
2021년 8월 31일, 루크먼은 레스터 시티에 한 시즌 장기 임대로 합류했다. 2021년 9월 11일, 1-0으로 패한 맨체스터 시티와의 경기에서 73분 교체로 레스터 데뷔 전을 치렀다. 2021년 12월 28일, 루크먼은 1-0으로 이긴 리버풀과의 경기에서 결승골을 넣었다.

### 아탈란타
2022년 8월 4일, 루크먼은 세리에 A의 아탈란타와 1,500만 유로에 4년 계약을 맺었다. 그는 8월 13일, 2-0으로 이긴 삼프도리아와의 세리에 A 데뷔 전에서 골을 넣었다. 2023년 1월, 그는 8-2로 이긴 살레르니타나와의 세리에 A 3연전, 5-2로 이긴 스페치아와의 코파 이탈리아 경기, 3-3으로 비긴 유벤투스와의 세리에 A 3연전에서 골을 넣었다. 2024년 5월 22일, 그는 아비바 스타디움에서 열린 유로파리그 결승전에서 첫 해트트릭을 기록했는데, 아탈란타가 바이어 레버쿠젠을 3-0으로 꺾고 클럽 역사상 처음으로 우승컵을 거머쥐었고, 게다가 그는 유로파리그 결승전에서 해트트릭을 기록한 최초의 선수가 되었다.
2024년 9월 4일, 루크먼은 나이지리아의 2023년 아프리카 네이션스컵 결승전에서의 활약과 2023-24년 UEFA 유로파리그에서 아탈란타의 우승으로 인해 현 아탈란타 선수로는 최초로 발롱도르 후보에 올랐다.

## 국가대표팀 경력
루크먼은 나이지리아 출신 부모에게 잉글랜드에서 태어났고 양국의 국가대표팀에 자격이 있다. 그가 멕시코의 이름을 딴 잉글랜드 U-19 국가대표팀에 이름을 올렸을 때 그는 첫 국제 소집을 받았다. 그는 이후 그 해 여름 유럽 U-19 선수권 대회의 대표팀에 이름을 올렸다.  2017년 초, 루크먼은 국가대표팀 감독인 게르노트 뢰르의 접근 이후 나이지리아에 대한 충성심을 바꿀 기회를 거절했다.
루크먼은 대한민국에서 열린 2017년 FIFA U-20 월드컵에 참가할 잉글랜드 U-20 국가대표팀에 선발되었다. 그는 토너먼트에서 3골을 넣었고, 마지막 16강전에서 코스타리카를 상대로 2골, 준결승전에서 이탈리아를 상대로 1골을 넣었다. 잉글랜드는 결승전에서 베네수엘라를 1-0으로 이기고 1966년 FIFA 월드컵 이후 세계적인 토너먼트의 결승전에서 잉글랜드의 첫 승리를 거두었다.
그는 2017년 9월, 네덜란드 U-21과 라트비아 U-21을 상대로 한 유럽 챔피언십 예선 전에서 잉글랜드 U-21 국가대표팀에 처음으로 소집되었다. 그는 첫 경기에서 데뷔 전을 치렀고, 1-1로 비긴 잉글랜드의 골을 위해 에버턴의 팀 동료인 도미닉 캘버트루인을 세웠다.
루크먼은 2018년 초, 나이지리아 축구 연맹 회장과 만난 후 나이지리아를 다시 거절했다. 그는 이후 2018년 9월, 잉글랜드 수석 감독 개러스 사우스게이트가 자신의 계획 중 일부라고 확신한 후 나이지리아의 접근 방식을 세 번째로 거부했다.
2020년 1월, 나이지리아 축구 연맹은 루크먼이 나이지리아에 대한 국제적인 충성심을 바꿀 것이라고 발표했다. 하지만 루크먼은 또한 "잉글랜드를 대표하고 싶다는 생각을 바꾸지 않았다"라고 말했다. 2022년 2월 10일, 나이지리아 국가대표팀을 대표하려는 루크먼의 요청이 FIFA에 의해 승인되었다. 루크먼은 2022년 3월 25일, 가나와의 2022년 FIFA 월드컵 아프리카 지역 예선 3라운드 경기에서 나이지리아 국가대표팀 데뷔 전을 치렀다.
루크먼은 코트디부아르에서 열린 2023년 아프리카 네이션스컵 나이지리아 대표 선수단에 이름을 올렸다. 그는 나이지리아가 카메룬을 상대로 16강전에서 2-0으로 이긴 두 골을 모두 넣었고, 8강전에서 앙골라를 상대로 1-0으로 이긴 유일한 골을 넣었다. 루크먼과 나머지 나이지리아 국가대표팀은 그들의 성과를 인정받아 나이저 훈장을 받았다.

## 플레이 스타일
아데몰라 루크먼은 역동적인 플레이 스타일을 가진 다재다능하고 폭발적인 윙어이다. 루크먼은 빠른 발과 근접 제어에 문제를 일으키며 상대 수비를 향해 직접적이고 빠른 속도로 달리는 것으로 유명하다. 그는 골에 대한 예리한 눈을 가지고 있으며 머리뿐만 아니라 양 발로 기회를 마무리할 수 있다. 루크먼은 창의적인 선수로, 공에서 나오는 영리한 패스와 영리한 움직임으로 수비를 풀 수 있다.

## 수상 내역
구단
 아탈란타 BC
- UEFA 유로파리그: 2023-24[50]

국가대표팀
 잉글랜드 U-20
- FIFA U-20 월드컵: 2017[51]

 나이지리아
- 아프리카 네이션스컵 준우승: 2023[52]

개인
- LFE 올해의 신입생 (EFL 챔피언십): 2015-16[53]
- 아탈란타 BC 시즌의 선수: 2022-23[54], 2023-24
- 아프리카 네이션스컵 토너먼트의 팀: 2023[55]
- UEFA 유로파리그 시즌의 팀: 2023-24[56]
- CAF 올해의 팀 : 2024
- 아프리카 올해의 선수 : 2024
- 나이저 훈장 구성원[44]